# Michael Winner
Michael Winner (Londres, 30 de octubre de 1935 - ibídem, 21 de enero de 2013) fue un director de cine británico, realizador de varias películas de Charles Bronson durante las décadas de 1970 y 1980.

## Trayectoria artística
Interesado por el cine desde su juventud, Winner realizó cortometrajes y largometrajes en Reino Unido desde finales de los 50. 
Llamó después la atención de Hollywood, donde debutó a comienzos de la década de 1970. En esa época alcanzó sobre todo celebridad como director de cine de acción, especialmente por sus colaboraciones con Charles Bronson. Con Bronson rodó las primeras tres entregas de la serie Death Wish, entre otras. Dentro de otros géneros realizó el filme terrorífico La centinela, la adaptación cinematográfica de la novela de Agatha Christie Cita con la muerte, y la comedia Atraco a falda armada.

## Filmografía parcial
- Shoot to Kill (1960)
- Some Like It Cool (1961)
- Out of the Shadow (1961)
- Play it Cool (1962)
- The Cool Mikado (1962)
- West 11 (1963)
- The System (1964)
- You Must Be Joking! (1965)
- The Jokers (1967)
- Hannibal Brooks (1969)
- The Games (1970)
- En nombre de la ley (Lawman) (1971)
- Los últimos juegos prohibidos (The Nightcomers) (1972)
- Chato el apache (Chato's Land) (1972)
- Fríamente... sin motivos personales (The Mechanic) (1972)
- Scorpio (Scorpio) (1973)
- América violenta (The Stone Killer) (1973)
- El justiciero de la ciudad/El vengador anónimo (Death Wish) (1974)
- Won Ton Ton, el perro que salvó a Hollywood (Won Ton Ton, the Dog Who Saved Hollywood) (1976)
- La centinela (The Sentinel) (1977)
- Detective privado (The Big Sleep) (1978)
- El poder del fuego (Firepower) (1979)
- El vengador anónimo 2/Yo soy la justicia (Death Wish 2) (1982)
- The Wicked Lady (1983)
- Scream for Help (1984)
- El justiciero de la noche (Death Wish 3) (1985)
- Cita con la muerte (Appointment With Death) (1988)
- Atraco a falda armada (Bullseye!) (1990)
- Dirty Weekend (1993)
- Parting Shots (1999)